# Impuesto sobre la nómina

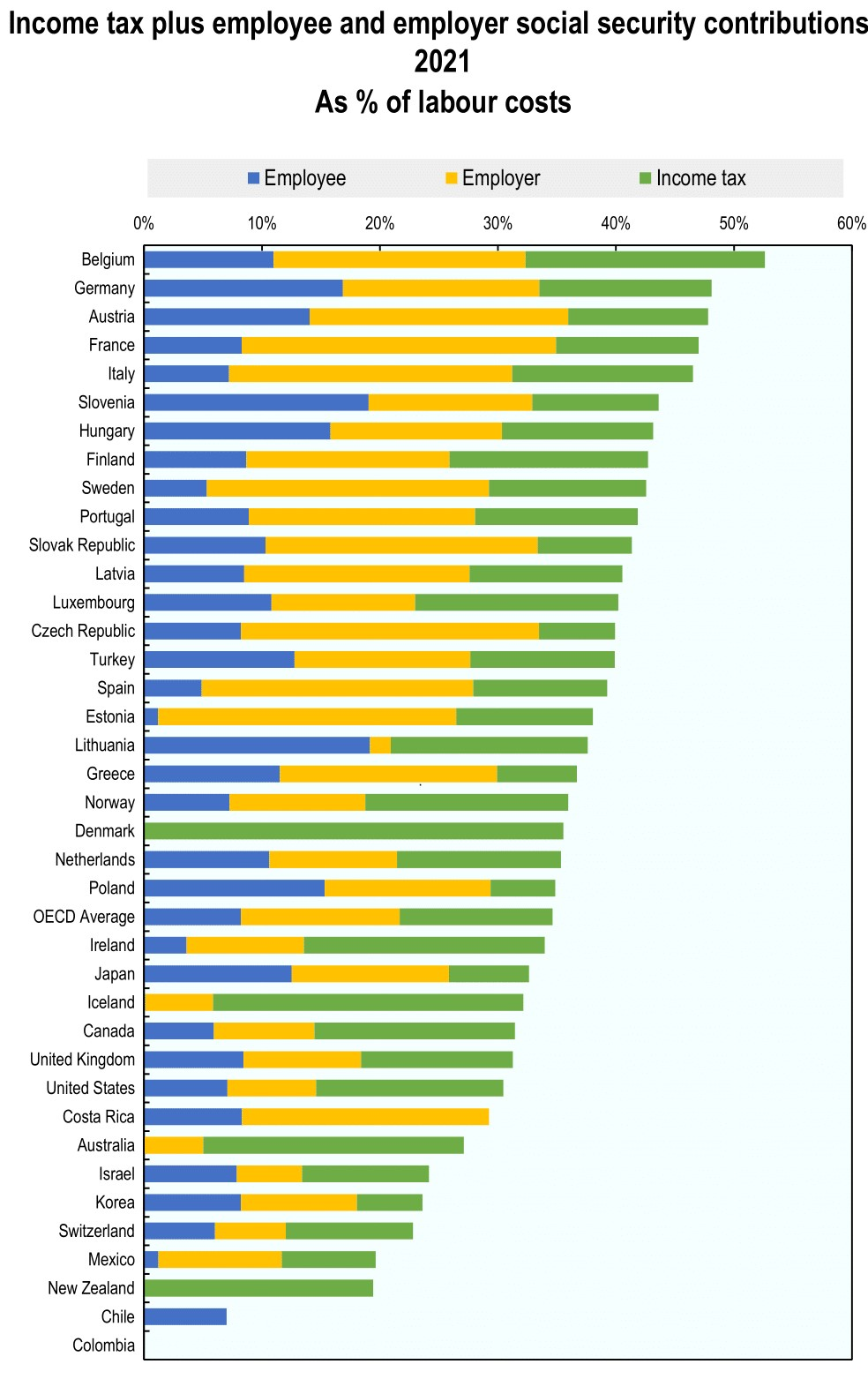
Impuesto sobre la nómina e impuesto sobre la renta en países miembros de la OCDE.

Los impuestos sobre la nómina son impuestos que gravan a los empleadores o empleados y generalmente se calculan como un porcentaje de los salarios que los empleadores pagan a sus empleados. Por ley, algunos impuestos sobre la nómina son responsabilidad del empleado y otros recaen sobre el empleador, pero casi todos los economistas creen que la verdadera incidencia económica de un impuesto sobre la nómina no se ve afectada por esta distinción y recae en gran medida o totalmente sobre los trabajadores en forma de salarios más bajos. 
Debido a que los impuestos sobre la nómina recaen exclusivamente sobre los salarios y no sobre los rendimientos de las inversiones financieras o físicas, los impuestos sobre la nómina pueden contribuir a la inversión insuficiente en capital humano, como la educación superior.